# Zopheromantis loripes
Zopheromantis loripes är en bönsyrseart som beskrevs av Tindale 1923. Zopheromantis loripes ingår i släktet Zopheromantis och familjen Mantidae. Inga underarter finns listade i Catalogue of Life.